# MOVIE8 THE ANOTHER SIDE OF LIVE
「MOVIE8 THE ANOTHER SIDE OF LIVE」（ムービー8 ジ アナザー サイド オブ ライブ）は、ユニコーンのライブビデオ。

## 内容
バンド解散から4年、これまで未発表だったレアライブテイク集を収録。販売用に撮影されたわけではないため、画質・音質がやや劣るのもある。また「Maybe Blue」のミュージックビデオが初収録される。

## 収録曲
1. SHE SAID
2. ペケペケ
3. Twilight（FINALLY）
4. デーゲーム
5. ミルク
6. ペーター
7. HEY MAN!
8. アナマリア
9. 立秋
10. スプリングマンのテーマ
11. MAYBE BLUE
12. おかしな雪が降レゲェ町